# Anti Crow (rivière)
La rivière Anti Crow (anglais : Anti Crow) est une petite rivière située dans le parc national d'Arthur's Pass, dans la région de Canterbury, dans l’île du Sud de la Nouvelle-Zélande. C’est un affluent de la rivière  Waimakariri. 

## Étymologie
Elle est dénommée ainsi à cause de sa vallée située à l’opposé de la rivière Crow. 

## Géographie
Le mont Mont Damfool (en) est situé au sommet de la vallée, en amont de la rivière « Anti Crow ».